# Trosselbachtal
Die Trosselbachtal ist ein vom Landratsamt Tuttlingen am 25. Juli 1994 durch Verordnung ausgewiesenes Landschaftsschutzgebiet auf dem Gebiet der Stadt Trossingen. Teile des Trosselbachtals standen bereits seit 1944 unter Landschaftsschutz.

## Lage
Das etwa 145 Hektar große Landschaftsschutzgebiet liegt unmittelbar östlich von Trossingen und im Tal des Trosselbachs. Es erstreckt sich vom Naherholungsgebiet Gauger im Süden bis in das Gewann Loch im Norden. Es gehört zur Untereinheit Liasplatten der nördlichen Baarhochmulde im  Naturraum Baar.
Geologisch liegt das Gebiet in der Trossingen-Formation des Mittleren Keupers. Im äußersten Süden steht die Obtususton- und die Amaltheenton-Formation des unteren Juras an, im Norden ist die Löwenstein-Formation angeschnitten.

## Schutzzweck
Wesentlicher Schutzzweck ist es laut Schutzgebietsverordnung, „dieses unmittelbar an die Stadt Trossingen angrenzende Tal mit seinen dort vorkommenden gefährdeten Lebensgemeinschaften und Vorkommen geschützter Arten zu erhalten und seinen Erholungswert für die Allgemeinheit zu sichern.“

## Landschaftscharakter

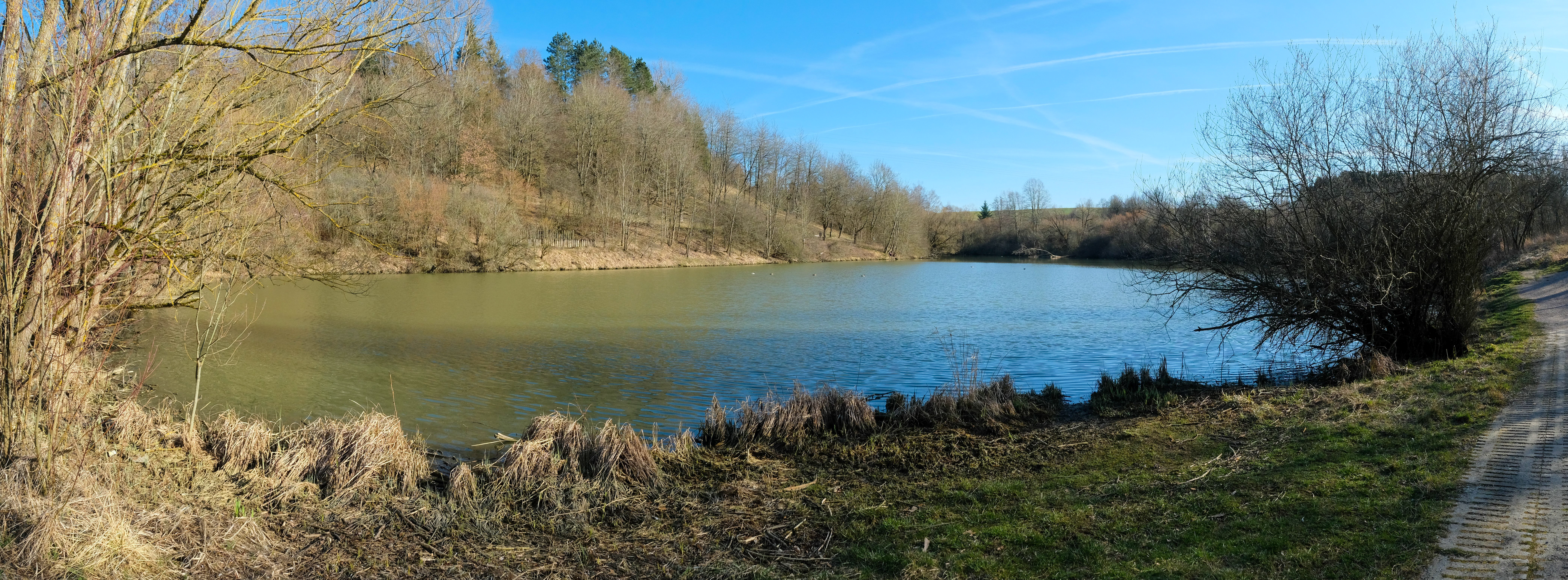
Gaugersee

Das Trosselbachtal wird von einem kleinräumigen Mosaik aus Waldstücken, Streuobstwiesen, Wiesen, Hecken und Feuchtbiotopen, sowie dem relativ naturnah verlaufenden Bach geprägt. Im Westen grenzt es unmittelbar an den Stadtrand von Trossingen. Im Süden befindet sich ein Naherholungsgebiet mit dem Gaugersee und einem Wildgehege. Etwa im Zentrum des Schutzgebiets befindet sich die Trossinger Kläranlage.

## Zusammenhängende Schutzgebiete
Im Faulbachtal schließen unmittelbar die Landschaftsschutzgebiete Sommerschafweide mit Baum- und Heckenbeständen in den Gewanden Brühl und Menishalde und Sommerschafweide mit Baum- und Heckenbeständen südlich der Straße Trossingen-Aldingen im Gewand Auwasen an. Im äußersten Süden befindet sich ein Teilgebiet des FFH-Gebiets Baar, Eschach und Südostschwarzwald.
Das untere Trosselbachtal ist teilweise ebenfalls als Landschaftsschutzgebiet unter der Bezeichnung Trosselbach-, Hagenbach- und Primtal unter Schutz gestellt.

## Paläontologie

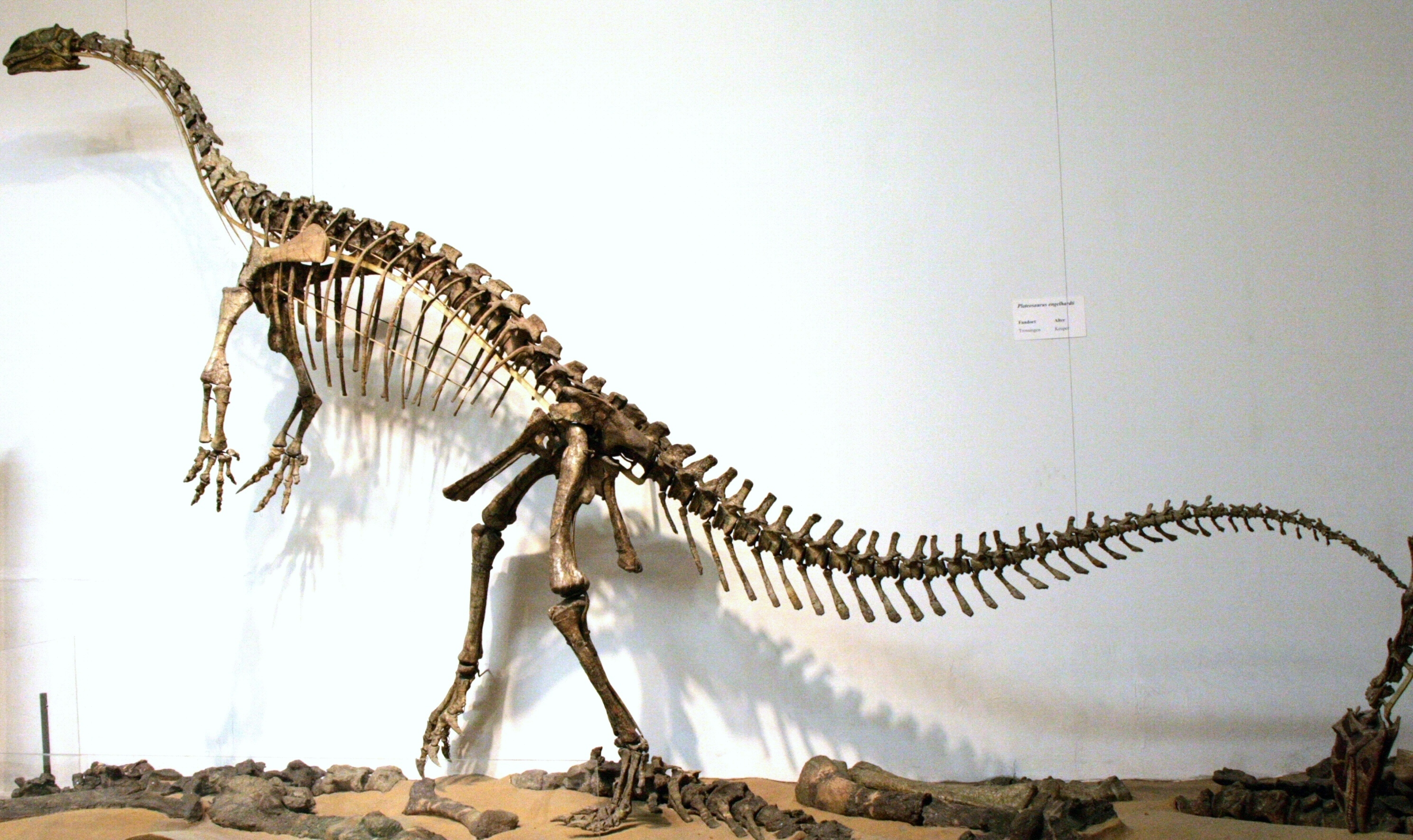
Skelettrekonstruktion eines im Trosselbachtal gefundenen Plateosaurus

In einer Mergelgrube im Landschaftsschutzgebiet wurden zahlreiche prähistorische Wirbeltiere des Obertrias gefunden, darunter auch Plateosaurus engelhardti, der  „Schwäbische Lindwurm“. Die Mergelgrube ist als schutzwürdiger Geotop erfasst.